# Markus Schweiger (Eishockeyspieler)
Markus Schweiger (* 31. August 2002 in Peißenberg) ist ein deutscher Eishockeyspieler, der seit Juli 2023 bei den Löwen Frankfurt aus der Deutschen Eishockey Liga (DEL) unter Vertrag steht und dort auf der Position des Stürmers spielt. Zuvor war Schweiger für den ESV Kaufbeuren in der DEL2 aktiv.

## Karriere

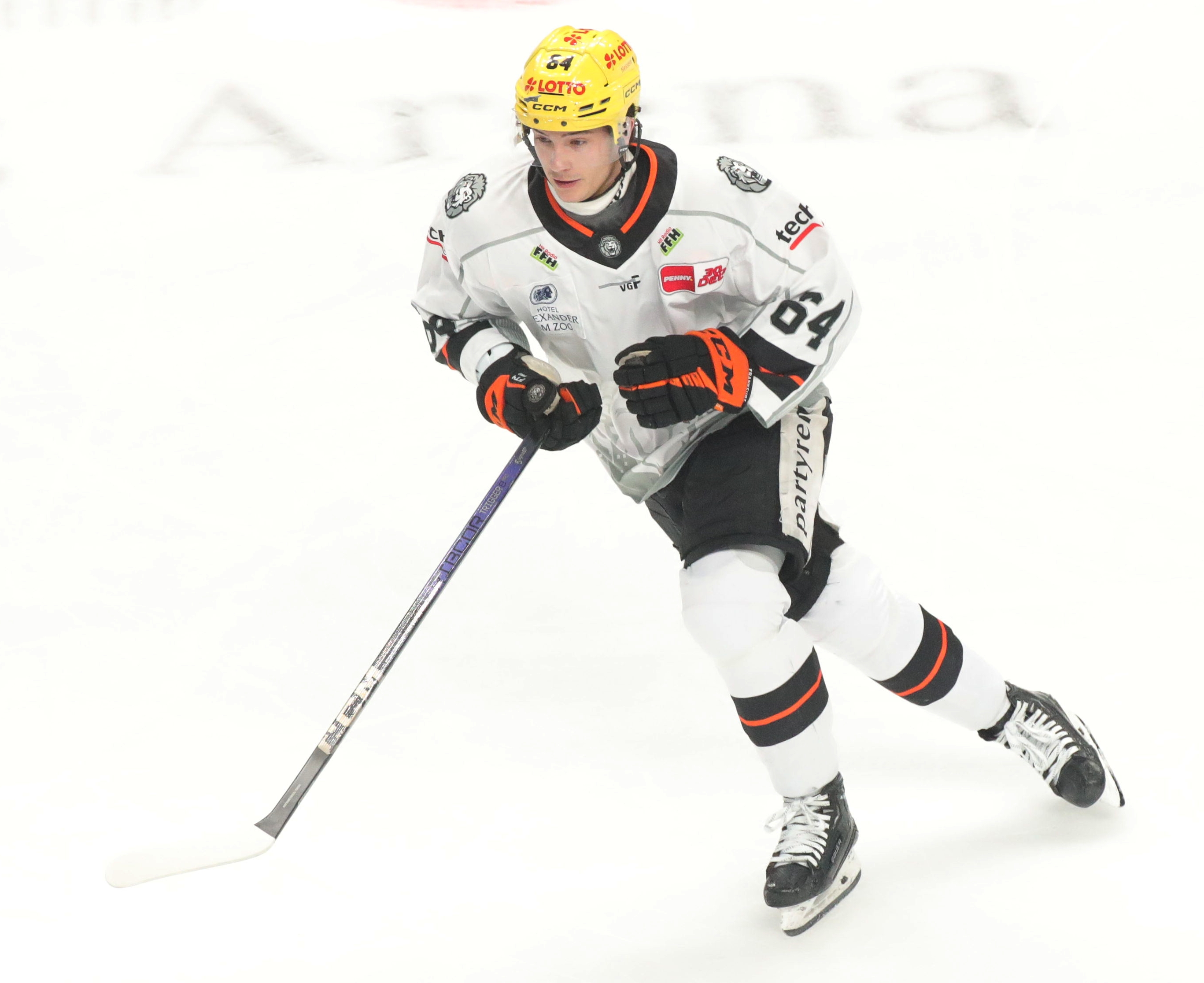
Schweiger im Trikot der Löwen Frankfurt (2023)

Schweiger, der in Peißenberg geboren wurde, verbrachte seine Juniorenzeit im Nachbarort, wo er im Nachwuchs des EC Peiting aktiv war. Dort spielte der Stürmer bis zum Sommer 2015, ehe das Talent in das Leistungszentrum des Bayerischen Eissport-Verbandes nach München wechselte. Dort gehörte er der Mannschaft in der Leistungsklasse der U14 an. Im Sommer 2016 sicherte sich die Nachwuchsschmiede des ESV Kaufbeuren die Dienste Schweigers. Dort spielte er zunächst in der U16-Mannschaft in der Schüler-Bundesliga. In derselben Klasse hatte er bereits zwei Jahre zuvor mit dem ECP erste Erfahrungen gesammelt. Über die U17-Junioren der Kaufbeurer schaffte Schweiger im Verlauf der Saison 2018/19 den Sprung in die in der Deutschen Nachwuchsliga (DNL) beheimateten U20-Mannschaft. Mit dem Team gelang ihm in der durch die COVID-19-Pandemie geprägten Spielzeit 2019/20 der Aufstieg in die Division 1 der DNL, woran er maßgeblichen Anteil hatte.
Parallel zum Aufstieg mit der U20 hatte der Offensivspieler im Verlauf der Saison 2019/20 auch sein Profidebüt für den ESVK in der DEL2 gefeiert. Zudem kam er auf Leihbasis zu Einsätzen für seinen Stammverein aus Peiting in der drittklassigen Oberliga. Im Verlauf des Spieljahres 2020/21 etablierte sich Schweiger im DEL2-Kader Kaufbeurens. Er war dort bis zum Ende der Saison 2022/23 eine feste Größe, die sich über 15 Scorerpunkte in der Spielzeit 2021/22 auf schlussendlich 31 Punkte in seinem letzten Kaufbeurer Jahr steigerte. Bereits im April 2023 verpflichteten die Löwen Frankfurt aus der Deutschen Eishockey Liga (DEL) zur Saison 2023/24 den Angreifer. In seinem ersten DEL-Jahr kam Schweiger in 51 Einsätzen zu sechs Torbeteiligungen.

### International
Auf internationaler Ebene kam Schweiger bereits ab der Spielzeit 2017/18 für die Juniorennationalmannschaften des Deutschen Eishockey-Bundes zu Einsätzen. Für internationale Turniere wurde er jedoch erst bei den U20-Junioren berücksichtigt. So bestritt der Stürmer die U20-Junioren-Weltmeisterschaften der Jahre 2021 und 2022, die die Deutschen jeweils auf dem sechsten Platz beendeten. Dazwischen lag die Teilnahme an der abgebrochenen U20-Junioren-Weltmeisterschaft 2022 im Dezember 2021. Insgesamt kam er im Rahmen dieser drei Turniere zu neun Einsätzen, in denen er eine Torvorlage gab.
Für den Deutschland Cup 2024 wurde Schweiger von Bundestrainer Harold Kreis erstmals in den Kader der A-Nationalmannschaft berufen und debütierte dort im Turnierverlauf.

## Erfolge und Auszeichnungen
- 2020 Aufstieg in die DNL U20 Division 1 mit dem ESV Kaufbeuren

## Karrierestatistik
Stand: Ende der Saison 2024/25

### International
Vertrat Deutschland bei:
- U20-Junioren-Weltmeisterschaft 2021
- abgebr. U20-Junioren-Weltmeisterschaft 2022
- U20-Junioren-Weltmeisterschaft 2022

(Legende zur Spielerstatistik: Sp oder GP = absolvierte Spiele; T oder G = erzielte Tore; V oder A = erzielte Assists; Pkt oder Pts = erzielte Scorerpunkte; SM oder PIM = erhaltene Strafminuten; +/− = Plus/Minus-Bilanz; PP = erzielte Überzahltore; SH = erzielte Unterzahltore; GW = erzielte Siegtore; 1 Play-downs/Relegation; Kursiv: Statistik nicht vollständig)